# Елена Кошка
Еле́на Ко́шка (англ. Elena Koshka; род. 18 мая 1993 года, Казань, Республика Татарстан, Россия) — американская порноактриса и эротическая фотомодель.

## Карьера
Родилась в Казани, Республика Татарстан, Россия. В детстве переехала в Портленд, штат Орегон, США, где и получила образование. Позднее переехала в Лос-Анджелес. В основном была занята в многоуровневом маркетинге, а также подрабатывала съёмками на веб-камеру.
Начала карьеру порномодели в 2016 году в возрасте 23 лет, подписав контракт с лос-анджелесским агентством талантов 101 Modeling. Её первыми сценами стали ситуации, где она исполняла роли дочери и старшей сестры. В фильме Anal Beauty 5, который был выпущен в 2016 году, впервые снялась в сцене анального секса.
Снимается для таких известных студий, как AMK Empire, Digital Sin, Evil Angel, Girlfriends Films, Girlsway, Jules Jordan Video, Mofos, Naughty America, New Sensations, Reality Kings и многих других.
В 2017 году для августовского выпуска журнала Hustler снялась в качестве одной из моделей месяца (Honey of the Month). В сентябре того же года была выбрана Treat of the Month по версии порносайта Twistys.com, а в конце декабря 2018 года была названа тем же сайтом Treat of the Year. В 2019 году вновь появляется на страницах Hustler (августовский выпуск).
В январе 2022 года впервые стала лауреатом XBIZ Award, одержав победу в категории «Лучшая сцена секса — полнометражный фильм» (Black Widow XXX: An Axel Braun Parody).
На данный момент (январь 2021 года), снялась в более чем 300 порнофильмах и сценах.

## Награды и номинации
| Год  | Награда                    | Результат | Категория | Фильм                                       |
| ---- | -------------------------- | --------- | --- | ------------------------------------------- |
| 2017 | AVN Award                  | Номинация | Награда поклонников: самый горячий новичок | н/д                                         |
| 2017 | Inked Award                | Номинация | Групповая сцена года (вместе с Кэгни Линн Картер, Кэт Диор, Марком Зейном, Маркусом Лондоном, Эваном Стоуном и Эдин Блэр)                                                                                              | Neighborhood Swingers 17                    |
| 2018 | AVN Award                  | Номинация | Лучшая новая старлетка | н/д                                         |
| 2018 | AVN Award                  | Номинация | Лучшая сцена секса в виртуальной реальности (вместе с Айком Дизелем, Джей Саммерс, Кензи Ривз и Пайпер Перри) | Sorority Hookup Part 2                      |
| 2018 | Spank Bank Award           | Победа    | VR Star of the Year | н/д                                         |
| 2018 | Spank Bank Technical Award | Победа    | Most PG / X-Rated Twitter | н/д                                         |
| 2018 | XBIZ Award                 | Номинация | Лучшая сцена секса — виртуальная реальность (вместе с Ниной Норт) | Model Misbehavior                           |
| 2018 | XBIZ Award                 | Номинация | Лучшая сцена секса — виртуальная реальность (вместе с Джей Саммерс, Кензи Ривз и Пайпер Перри) | Sorority Hookup                             |
| 2018 | XBIZ Award                 | Номинация | Лучшая сцена секса — табу (вместе с Джеймсом Дином) | An Incestuous Affair                        |
| 2018 | XCritic Award              | Номинация | Королева социальных медиа | н/д                                         |
| 2019 | AVN Award                  | Номинация | Лучшая актриса — короткометражный фильм | The Allowance                               |
| 2019 | AVN Award                  | Номинация | Лучшая анальная сцена (вместе с Мануэлем Феррарой) | Manuel Creampies Their Asses 5              |
| 2019 | AVN Award                  | Номинация | Лучшая сцена группового секса (вместе с Дерриком Пирсом, Кейси Калверт, Кристен Скотт, Сетом Гэмблом и Элизой Джейн)                                                                                                   | Anne: A Taboo Parody                        |
| 2019 | AVN Award                  | Номинация | Лучшая сцена секса в виртуальной реальности (вместе с Адрией Рэй, Алекс Блейк, Алией Лав, Деймоном Дайсом, Джиной Валентиной и Лили Адамс)                                                                             | Christmas Bonus                             |
| 2019 | AVN Award                  | Номинация | Лучшая сцена триолизма (Д/Д/П) (вместе с Айзеей Максвеллом и Алексой Грейс) | Interracial Cum Swapping                    |
| 2019 | Fleshbot Award             | Номинация | Лучшая сцена группового секса (вместе с Дерриком Пирсом, Кейси Калверт, Кристен Скотт, Сетом Гэмблом и Элизой Джейн)                                                                                                   | Anne: A Taboo Parody                        |
| 2019 | NightMoves Award           | Номинация | Невоспетая исполнительница года | н/д                                         |
| 2019 | Spank Bank Award           | Победа    | Tastiest Tall Drink of Water | н/д                                         |
| 2019 | Spank Bank Technical Award | Победа    | Most Blistered Thumbs… From Gaming | н/д                                         |
| 2019 | XBIZ Award                 | Номинация | Лучшая сцена секса — виньетка (вместе с Мануэлем Феррарой) | Covet                                       |
| 2019 | XBIZ Award                 | Номинация | Лучшая сцена секса — виньетка (вместе с Ксандером Корвусом) | She Likes It Rough 2                        |
| 2020 | AVN Award                  | Номинация | Лучшая сцена группового секса (вместе с Айзеей Максвеллом, Джейсоном Брауном, Джейсоном Лавом, Джексом Слейхером, Лили Лабо, Луи Смоллсом, Пейдж Оуэнс, Севьяном Харденом, Слимом Поуком, Хлоей Капри и Чилли Чиллсом) | About Last Night (из Blacked Raw V21)       |
| 2020 | XBIZ Award                 | Номинация | Лучшая сцена секса — только секс (вместе с Мануэлем Феррарой) | Perfect 10                                  |
| 2020 | XBIZ Europa Award          | Номинация | Лучшая сцена секса — лесбийский фильм (вместе с Алексис Кристал и Маришкой) | Dorcel Airlines: Indecent Flight Attendants |
| 2022 | AVN Award                  | Номинация | Лучшая актриса — короткометражный фильм | Something Borrowed                          |
| 2022 | AVN Award                  | Номинация | Лучшая сцена секса в виртуальной реальности (вместе с Алиной Лопес и Джоном Стронгом) | Grand Obsession                             |
| 2022 | Fleshbot Award             | Номинация | Лучшая сцена (вместе с Айзеей Максвеллом) | Goddess and the Seed Ep. 4                  |
| 2022 | NightMoves Award           | Номинация | Лучшая актриса | н/д                                         |
| 2022 | XBIZ Award                 | Номинация | Лучшая сцена секса — виртуальная реальность (вместе с Алиной Лопес и Джоном Стронгом) | Grand Obsession                             |
| 2022 | XBIZ Award                 | Победа    | Лучшая сцена секса — полнометражный фильм (вместе с Лэйси Леннон, Рамоном Номаром и Сетом Гэмблом) | Black Widow XXX: An Axel Braun Parody       |
| 2023 | XBIZ Award                 | Номинация | Лучшая сцена секса — виньетка (вместе с Миком Блу и Райаном Дриллером) | Goddess and the Seed Episode 2              |
| 2023 | XBIZ Award                 | Номинация | Лучшая сцена секса — полнометражный фильм (вместе с Томми Пистолом) | One Last Kiss                               |

## Избранная фильмография
- 2016 — Lesbian Coming Out Stories
- 2016 — My Step Sister Squirts 6
- 2016 — Pretty Hot, Pretty Dirty
- 2016 — Slut Auditions 2
- 2017 — Coming of Age 3
- 2017 — Naughty Cum Lovers
- 2017 — Raw 30
- 2017 — She Likes It Rough 2
- 2017 — Super Tight Pussy
- 2018 — Elena Koshka Unleashed
- 2018 — Mail Order
- 2018 — Natural Beauties 7